# 弗蘭切斯科·費達托
弗蘭切斯科·費達托（義大利語：Francesco Fedato，1992年10月15日—）是義大利的一位足球運動員，在場上司職前鋒。他現在效力於義大利甲級聯賽球隊桑普多利亞足球俱樂部。他也代表意大利U21國家隊參加比賽。